# 2 Dywizja (Księstwo Warszawskie)

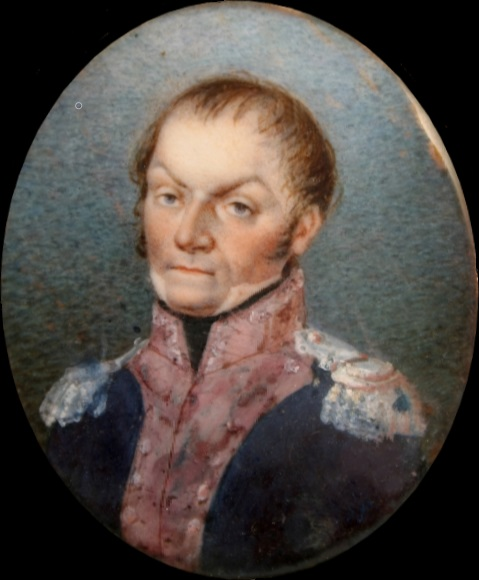
Gen. Józef Zajączek

2 Dywizja – dywizja Armii Księstwa Warszawskiego utworzona w 1807 w Kaliszu jako Legia Kaliska pod dowództwem gen. Józefa Zajączka.

## Formowanie i zmiany organizacyjne
Od 26 stycznia 1807 funkcjonowała jako Legia Kaliska. Organizując ją, sformowano osiem batalionów w departamencie kaliskim i czterech z wojsk przybyłych z Francji (Legie Północne). Następnie zredukowano liczbę batalionów do ośmiu.
Barwy Legii: wszystkie wyłogi karmazynowe, guziki białe.
4 czerwca 1807 minister wojny Józef Poniatowski wydał rozkaz wprowadzający nową numeracje jednostek, ale jej pułki zachowały dotychczasowe numery od 5 do 8.
W lipcu 1808 roku przeorganizowano Legię i sformowano 2 Dywizję. Jej dowódcą został dotychczasowy dowódca Legii Kaliskiej – gen. Józef Zajączek, a w sztabie dywizji znalazł się m.in. Stanisław Malczewski. W sierpniu 1808 przeglądu 2 Dywizji dokonał marszałek Louis Nicolas Davout.

## Dowództwo dywizji
- dowódca – gen. dyw. Józef Zajączek
- major dywizji[a] – gen. bryg. Paweł Skórzewski
- szef sztabu – płk Ksawery Kossecki
- dowódca piechoty – gen. bryg. Izydor Krasiński[5]
- dowódca jazdy – gen. bryg. Józef Niemojewski[5]
- komisarz wojenny – Deleymere[6]
- adiutant dowódcy – płk Aleksander Radzimiński
- naczelny urzędnik zdrowia – Karol August Szultz[7].

## Struktura organizacyjna
Skład w połowie 1808:
- 5 pułk piechoty
- 6 pułk piechoty
- 7 pułk piechoty
- 8 pułk piechoty
- 4 pułk strzelców konnych
- 3 pułk ułanów
- 2 batalion artylerii pieszej